# Сульфат цезия
Сульфат цезия — неорганическое соединение, соль цезия и серной кислоты с химической формулой Cs2SO4.

## Получение
- Сульфат цезия можно получить действием разбавленной серной кислоты на металлический цезий, его оксид, гидроксид или карбонат:

{\displaystyle {\mathsf {8\ Cs+6\ H_{2}SO_{4}\ {\xrightarrow {\ }}\ 4\ Cs_{2}SO_{4}+SO_{2}+S\downarrow +6\ H_{2}O}}}
{\displaystyle {\mathsf {Cs_{2}O+H_{2}SO_{4}\ {\xrightarrow {\ }}\ Cs_{2}SO_{4}+H_{2}O}}}
{\displaystyle {\mathsf {2\ CsOH+H_{2}SO_{4}\ {\xrightarrow {\ }}\ Cs_{2}SO_{4}+2\ H_{2}O}}}
{\displaystyle {\mathsf {Cs_{2}CO_{3}+H_{2}SO_{4}\ {\xrightarrow {\ }}\ Cs_{2}SO_{4}+CO_{2}\uparrow +\ H_{2}O}}}
- Также сульфат цезия получают обменными реакциями:

{\displaystyle {\mathsf {2\ CsCl+H_{2}SO_{4}\ {\xrightarrow {100^{o}C}}\ Cs_{2}SO_{4}+2\ HCl\uparrow }}}
{\displaystyle {\mathsf {CsCl+CsHSO_{4}\ {\xrightarrow {500^{o}C}}\ Cs_{2}SO_{4}+HCl\uparrow }}}
- Окисление сульфида цезия:

{\displaystyle {\mathsf {Cs_{2}S+2\ O_{2}\ {\xrightarrow {500^{o}C}}\ Cs_{2}SO_{4}}}}

## Физические свойства
Сульфат цезия образует бесцветные кристаллы, ромбическая сингония, пространственная группа P nam, a = 0,822 нм, b = 1,092 нм, c = 0,624 нм, Z = 4.
При температуре выше 647 °C переходит в гексагональную модификацию.
При температуре 1400 °C начинает заметно возгоняться без изменения состава.
Хорошо растворим в воде, не подвергается гидролизу, кристаллогидратов не образует.
Не растворяется в этаноле и ацетоне.
Из соляной кислоты выпадают сольваты 5Cs2SO4•4HCl.

## Химические свойства
- Как соль двухосновной кислоты образует кислые соли:

{\displaystyle {\mathsf {Cs_{2}SO_{4}+H_{2}SO_{4}\ \rightleftarrows \ 2CsHSO_{4}}}}
- Как все сульфаты взаимодействует с растворимыми соединениями бария:

{\displaystyle {\mathsf {Cs_{2}SO_{4}+BaCl_{2}\ {\xrightarrow {\ }}\ 2CsCl+BaSO_{4}\downarrow }}}
- Восстанавливается до сульфида:

{\displaystyle {\mathsf {Cs_{2}SO_{4}+4\ H_{2}\ {\xrightarrow {700^{o}C}}\ Cs_{2}S+4\ H_{2}O}}}
{\displaystyle {\mathsf {3\ Cs_{2}SO_{4}+8\ NH_{3}\ {\xrightarrow {700^{o}C}}\ 3\ Cs_{2}S+8\ N_{2}+12\ H_{2}O}}}
- С некоторыми сульфатами образует квасцы:

{\displaystyle {\mathsf {Cs_{2}SO_{4}+Al_{2}(SO_{4})_{3}+12\ H_{2}O\ {\xrightarrow {\ }}\ 2\ CsAl(SO_{4})_{2}\cdot 12H_{2}O\downarrow }}}

## Применение
- Производство катализаторов для неорганического синтеза.